# Leonard Wężyk
Leonard Widawa Wężyk herbu Wąż (ur. 1816 w Kotlicach, zm. 5 stycznia 1876 w Paszkówce) – ziemianin, polityk konserwatywny, poseł na galicyjski Sejm Krajowy i do austriackiej Rady Państwa.

## Życiorys
Ukończył gimnazjum w Krakowie. Następnie studiował filozofię i prawo na Uniwersytecie Jagiellońskim i uniw, we Wrocławiu. Ukończył Akademię Leśną w Tharandt w Saksonii.
Ziemianin, właściciel dóbr Paszkówka i Pobiedr oraz Łękawica w powiecie wadowickim. Był członkiem pierwszej rady nadzorczej Towarzystwa Wzajemnych Ubezpieczeń w Krakowie od 1860 do 1864.
Poseł do Sejmu Krajowego Galicji I kadencji (15 kwietnia 1861 - 31 grudnia 1866), II kadencji (18 lutego 1867 - 13 listopada 1869) i III kadencji (19 grudnia 1872 - 5 stycznia 1876). Wybierany w I kurii obwodu Wadowice, z okręgu wyborczego Kraków. W kadencji III mandat uzyskał w wyborach uzupełniających po śmierci Stanisława Michała Starowieyskiego. Po jego śmierci mandat otrzymał 23 lutego 1876  Paweł Popiel.
Poseł do austriackiej Rady Państwa I kadencji (11 maja 1861 - 20 września 1865) i II kadencji (20 maja 1867 - 3 października 1868), wybrany z galicyjskiej kurii wielkiej własności. Zrezygnował przed upływem kadencji - jego mandat objął Józef Szujski. Był aktywnym posłem, pracował w komisjach wojskowej, ekonomicznej, budżetowej oraz reform podatkowych. Był także w 1868 członkiem delegacji do spraw wspólnych. W parlamencie należał do grona posłów konserwatywnych (stańczyków) Koła Polskiego w Wiedniu. Powtórnie został posłem w V kadencji Rady Państwa (11 listopada 1873 - 5 stycznia 1876), wybranym w kurii wielkiej własności z okręgu wyborczego nr 2 (Wadowice-Biała-Żywiec). Także w tej kadencji należał do Koła Polskiego w Wiedniu, Po jego śmierci mandat uzyskał w wyborach uzupełniających 4 listopada 1876 Cezary Haller de Hallenburg. 
W testamencie zapisał 2000 zł dla Szkoły Praktycznej Gospodarstwa Wiejskiego w Czernichowie .

## Odznaczenia
Odznaczony papieskim orderem św. Sylwestra

## Rodzina
Urodził się w rodzinie ziemiańskiej, syn Stanisława (1778-1855) i Salomei z domu Rottermund (1786-1886). Miał brata zesłańca syberyjskiego Aleksandra i siostrę Kornelię (1815-1881) żonę Romualda Gostkowskiego (1812-1874). Ożenił się w 1854 z Ludwiką z Żeleńskich Borowską (1810-1890). Nie miał potomstwa. Jego pasierbica poślubiła Atanazego Benoe. 